# Jozef Masure
Jozef Masure (Merksem, 27 april 1915 – aldaar, 28 maart 1993) was de laatste burgemeester van Merksem (1987-1982) voor Merksem door de fusie van 1 oktober 1983 een district werd van de stad Antwerpen. De Jozef Masurebrug is naar hem genoemd.